# در سایه زنان
«در سایه زنان» (فرانسوی: L'Ombre des femmes‎) فیلمی در ژانر درام به کارگردانی فیلیپ گارل است که در سال ۲۰۱۵ منتشر شد. از بازیگران آن می‌توان به استانیسلاس مرار اشاره کرد.

## خلاصه داستان
پیر و مانون، چهل و چند ساله‌های پاریسی بدون پول، در حین ساختن فیلم، با شغل‌های عجیب و غریب زندگی می‌کنند. در طول فیلمبرداری مستندی از یک مبارز قدیمی مقاومت ، پیر با الیزابت آشنا می شود و معشوق او می شود. یک روز، الیزابت متوجه می شود که مانون نیز با دیگری رابطه دارد...